# Clubiona marusiki
Clubiona marusiki là một loài nhện trong họ Clubionidae.
Loài này thuộc chi Clubiona. Clubiona marusiki được miêu tả năm 1990 bởi Mikhailov.